# Parafia wojskowa Matki Odkupiciela w Skwierzynie
Parafia wojskowa Matki Odkupiciela w Skwierzynie – znajdowała się w Dekanacie Sił Powietrznych Ordynariatu Polowego Wojska Polskiego (do 27-06-2011 roku parafia należała do Dekanatu Sił Powietrznych Północ). Obsługiwana była przez księży diecezjalnych. Erygowana 11 lutego 1995. Mieści się przy ulicy Waszkiewicza 1.
31 lipca 2013 roku Biskup Polowy Wojska Polskiego Józef Guzdek zniósł dekretem ośrodek duszpasterski w Skwierzynie, a opieka duszpasterska nad wiernymi powierzona została proboszczowi Parafii Wojskowej pw. św. Sebastiana Męczennika w Wędrzynie.